# Линдфорс, Моника
Моника Линдфорс (фин. Monica Lindfors; род. 22 ноября 2000, Хельсинки) — финская фигуристка, выступающая в танцах на льду. В паре с Юхо Пириненом она — бронзовый призёр чемпионата Финляндии (2018), чемпионка Финляндии среди юниоров (2017) и участница юниорского чемпионата мира.

## Карьера
Моника Линдфорс родилась 22 ноября 2000 года в большой спортивной семье. Старший брат Аксель — хоккеист. Младшие брат и сестра — Матиас и Фанни занимаются фигурным катанием, медалисты юниорского первенства Финляндии. Наибольших успехов в спорте добилась её сестра Вивека, в 2019 году завоевавшая бронзовую медаль на чемпионате Европы по фигурному катанию.
Моника встала на коньки в возрасте трёх лет. Начала карьеру как одиночница, выступая на соревнованиях детского и юниорского уровня. Помимо этого, участвовала в ледовых шоу.
Весной 2016 года перешла из одиночного катания в спортивные танцы на льду. Пару ей составил Юхо Пиринен, также не имевший опыта выступлений в танцах. Их тренером стал итальянский специалист Маурицио Маргальо. Уже на первом турнире пара в коротком и произвольном прокате набрала необходимую техническую оценку для квалификации на юниорский чемпионат мира в Тайбэй. На льду Тайбэй Арены показали хороший для себя результат и прошли в финальный сегмент, представив постановку на музыку Яна Тирсена из фильма «Амели».
В сезоне 2017—2018 начали соревноваться среди взрослых. На финском национальном чемпионате, на котором было заявлено три танцевальных дуэта, Моника и Юхо не смогли навязать борьбу главным парам страны Тёрн/Партанену и Турккила/Верслуйсу. Также состязались на международных турнирах, в том числе в серии «Челленджер», занимая места в конце судейского протокола. После второго совместного сезона пара распалась. Пиринен начал кататься с японской фигуристкой Юкой Орихарой. Моника Линдфорс начала работать в качестве хореографа, поставив программы младшему брату Матиасу и сестре Фанни.

## Результаты
(В одиночном катании)
| Соревнования                        | 12/13                        | 13/14                        | 14/15                        | 15/16                        |
| Международные среди новичков        | Международные среди новичков | Международные среди новичков | Международные среди новичков | Международные среди новичков |
| ----------------------------------- | ---------------------------- | ---------------------------- | ---------------------------- | ---------------------------- |
| Кубок Таллина                       |                              |                              |                              | 10                           |
| Skate Helena                        |                              |                              | 4                            |                              |
| Dragon Trophy                       |                              | 8                            |                              |                              |
| Triglav Trophy                      | 6                            |                              |                              |                              |
| Warsaw Cup                          | 38                           |                              |                              |                              |
| Национальные                        |                              |                              |                              |                              |
| Чемпионаты Финляндии среди юниоров  |                              |                              |                              | 14                           |
| Чемпионаты Финляндии среди новичков | 16                           | 20                           |                              |                              |

(В танцах на льду с Юхо Пириненом)

| Соревнования                       | 16/17         | 17/18         |
| Международные                      | Международные | Международные |
| ---------------------------------- | ------------- | ------------- |
| Челленджеры. Кубок Таллина         |               | 14            |
| Egna Trophy                        |               | 8             |
| Bavarian Open                      |               | 7             |
| Международные среди юниоров        |               |               |
| Чемпионаты мира среди юниоров      | 19            |               |
| NRW Trophy                         | 18            |               |
| Bavarian Open                      | 14            |               |
| Кубок Таллина                      | 12            |               |
| Национальные                       |               |               |
| Чемпионаты Финляндии               |               | 3             |
| Чемпионаты Финляндии среди юниоров | 1             |               |